# Juutisenniemi
Juutisenniemi är en halvö i Finland. Den ligger i kommunen Sotkamo den ekonomiska regionen  Kajana ekonomiska region  och landskapet Kajanaland, i den centrala delen av landet, 500 km norr om huvudstaden Helsingfors. Juutisenniemi ligger i sjön Jormasjärvi.

## Klimat
Trakten ingår i den boreala klimatzonen. Årsmedeltemperaturen i trakten är −2 °C. Den varmaste månaden är juli, då medeltemperaturen är 16 °C, och den kallaste är februari, med −16 °C.